# Відходи гірничого виробництва
Відходи гірничого виробництва (рос.отходы горного производства, англ. mining wastes; нім. Bergbauabfälle m pl) — невикористані продукти видобутку і переробки мінеральної сировини, що виділяються з маси видобутої корисної копалини в процесах розробки родовищ, збагачення і хімікометалургійної переробки.

## Загальна характеристика
Загальна кількість мінеральної сировини, що видобувається у світі, оцінюється приблизно в 200—300 млрд т на рік і зростає з періодом подвоєння 10-12 років. З цієї кількості використовується не більше за 30- 40 %.
Внаслідок гірничотехнічної діяльності в світі порушено не менше 15-20 млн га земель, з них 59 % площі використано під різні гірничі виробки, 38 % — під відвали пустої породи або відходи збагачення, 3 % — місця осідання, провалів і ін. порушень поверхні, пов'язаних з підземними розробками. Обсяг відвалів порід, що утворилися, і виробничих відходів становить понад 2000 км3.
Проблема відходів гірничого виробництва розглядається в декількох аспектах. З екологічної точки зору найбільшу тривогу викликають газові відходи, напр. сірчистий газ та інші сполуки сірки, оксиди вуглецю і азоту. Консолідований викид пилу, який містить сполуки металів, в десятки разів перевищує викиди природних джерел (вулкани, лісові пожежі тощо). Споживання і забруднення води гірничо-добувними галузями становить бл. 10 м³ на 1 т видобутої корисної копалини.
У середньому під породні відвали виділяється 0,1 га площі землі на кожну 1000 т сировини, і вони займають сотні млн га, частіше за все незручної, а в ряді випадків цілком родючої землі.
Рекреаційна здатність природи вже не справляється зі зростаючою кількістю відходів гірничого виробництва, що приводить до незворотного забруднення довкілля. У дослідженні 2019 року зазначається, що Україна виробляє більше 474 млн. тонн відходів щороку, 448 млн. з яких є небезпечними. В Україні щороку утворюється приблизно 420 млн. тон промислових відходів: з них 250 млн. тон – вугільних шлаків і 100 млн. тон – металургійних.
З іншого боку відходи гірничого виробництва мають певний ресурсний потенціал, утворюючи т. зв. техногенні родовища.

## Негативні фактори впливу на довкілля
Внаслідок переміщення великих обсягів гірничої маси погіршується режим ґрунтових і підземних вод, змінюється поверхневий водостік і структура ґрунту, інтенсифікується ерозійна робота води і вітру, що в деяких випадках спричиняє зміну клімату в районі ведення гірничих робіт. Гірничодобувні роботи супроводжуються штучним водозниженням. Скидання стічних вод, що відкачуються при проведенні гірничих робіт, веде до забруднення поверхневих водних об'єктів різними солями, нафтопродуктами і важкими металами. Зсуви гірських порід на територіях, що підробляються, осідання поверхні, розсіювання породи з відвалів негативно впливають на стан земельних ресурсів. Значні надходження забруднюючих речовин відбуваються в зонах комунікацій і транспортних вузлів (90 т пилу на 1 км залізничного полотна на рік). При експлуатації нафтопроводів та продуктопроводів найбільшої шкоди навколишньому середовищу завдають аварійні витоки нафти, суспензій тощо.
Відходи гірничодобувної промисловості значною мірою сприяють численним негативним факторам, що впливають на навколишнє середовище, створюючи екологічний дисбаланс і становлячи серйозну загрозу для різних екосистем і здоров’я людини. Ці впливи виникають на різних етапах гірничих робіт і зберігаються довго після припинення активного видобутку.